# Emmanuelle Payet
Pour les articles homonymes, voir Payet.
Emmanuelle Payet, née le 14 avril 1986 à La Réunion, est une judokate française.

## Biographie
Elle est médaillée d'or en moins de 63 kg à l'Universiade d'été de 2007 et médaillée d'argent aux Championnats du monde par équipes de judo en 2008. Au niveau national, elle est sacrée championne de France en 2008 en moins de 63 kg.